# 玉林通琇

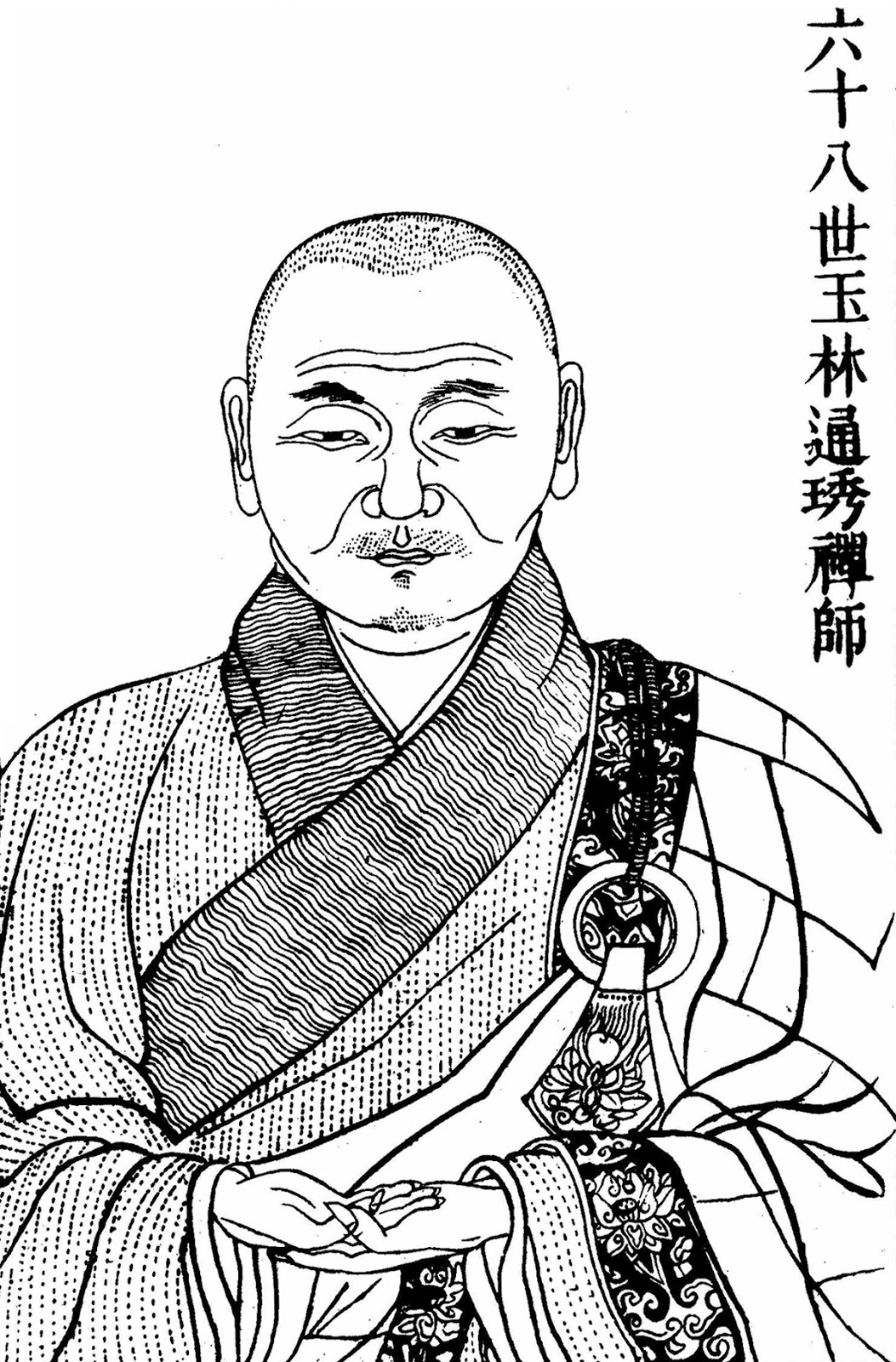
玉林通琇禪師法相

玉林通琇（1614年—1675年），字玉林、玉琳，世称玉琳国师。江苏江阴人，清朝佛教临济宗高僧。

## 生平
玉林通琇早年投磬山圆修出家受具足戒，传临济宗。曾住浙江武康报恩寺，后奉召入京举扬大法，受大觉禅师封号；次年受封大觉普济禅师，受赐紫衣。顺治十七年（1660年），董鄂妃去世，顺治帝心灰意冷、意欲出家；后玉林通琇力劝顺治帝改变主意，顺治帝改选替身剃度，以玉林通琇为本师，加封大觉普济能仁国师。
玉林通琇晚年在浙江西天目山建禅源寺常住，康熙十四年（1675年）七月，於江蘇淮安慈雲寺圆寂，享世壽62歲。

## 影視形象
- 《再世情緣》楊慶煌飾玉琳通琇。
- 歌仔戲《高僧傳~玉琳國師》孫翠鳳飾玉琳通琇。

## 外部連結
- 佛教史上与淮安有缘的高僧：玉琳国师  （页面存档备份，存于）